# Аллоталамус
Аллоталамус — особенные, атипичные ядра таламуса, отличающиеся по своему анатомо-гистологическому строению и по содержанию нейромедиаторов от всех остальных ядер таламуса, имеющих типичное строение. Эти типичные ядра таламуса, в противоположность аллоталамусу, совокупно называют изоталамусом.
Термины «аллоталамус» и «изоталамус» используются некоторыми исследователями для упрощения общего описания таламуса и логической группировки его типичных и атипичных ядер.

## Составные части аллоталамуса

### Парамедианное образование таламуса
Парамедианное или перивентрикулярное образование таламуса относят к аллоталамусу. Оно лежит вдоль верхней боковой стенки третьего желудочка головного мозга. У человека, у которого, в отличие от многих других более низко организованных позвоночных животных, нет или почти нет межталамической адгезии, парамедианное или перивентрикулярное образование таламуса уменьшилось до тонкого слоя нервных клеток, расположенного ещё более медиально по отношению к медиальному ядру таламуса. Этот слой у человека не имеет чётких внутренних анатомо-гистологических подразделений, и может рассматриваться как единое целое. В противоположность нейронам изоталамуса (то есть нейронам всех остальных ядер таламуса), клетки парамедианного (или перивентрикулярного) образования содержат не только глутамат, но и различные другие нейромедиаторы, что и обуславливает их «атипичность» по сравнению с остальным таламусом.
Нервные связи парамедианного (перивентрикулярного) образования таламуса недостаточно хорошо изучены, однако нервные волокна из этого образования широко пронизывают различные перивентрикулярные системы, расположенные вблизи третьего желудочка головного мозга.